# Bill Cosby
Bill Cosby (pravo ime William Henry Cosby mlajši), ameriški komik, igralec in producent, * 12. junij 1937, Filadelfija, Pensilvanija, ZDA.
Kariero komika je začel z nastopanjem v klubih, nato pa dobil vlogo v akcijski seriji I Spy iz 60. let. Najbolj znan je po seriji Bill Cosby Show, ki jo je sam produciral, in velja za eno najvplivnejših televizijskih serij osemdesetih let dvajsetega stoletja. Igral je tudi v več drugih serijah in filmih. Septembra 2018 je bil zaradi spolnega napada obsojen na 3-10 let zapora. Podobnih dejanj ga je obtožilo še več kot 60 žensk. Sodišče mu je po 3 letih zaporne kazni obtožbe preklicalo zaradi dogovora s tožilcem, ki mu ne bi sprožil pregona, on pa bi pričal za njega.